# روند دي موسكرون 2022
روند دي موسكرون 2022 (بالفرنسية: Ronde de Mouscron 2022)‏ هو سباق دراجات هوائية، وهو الموسم الثاني من روند دي موسكرون ‏، وأقيم في 18 أبريل 2022 ضمن سباقات سباق الدراجات على الطريق للسيدات 2022.
فاز بالمركز الأول ثاليتا دي جونج، وبالمركز الثاني Nicole Steigenga ‏، وبالمركز الثالث Martina Alzini ‏.

## الفرق
| فريق سيدات عالمي- يو أي أيه تيم 2022 ‏ فرق دراجات قارية سيدات (21)- Andy Schleck–CP NVST–Immo Losch ‏ - أيول أوشيه 2022 ‏ - إن إكس تي جي ريسينغ 2022 ‏ - بيبينك 2022 ‏ - بنجوال شوفالمير-فان إيك سبورت 2022 ‏ - كامز باسو 2022 ‏ - كوب هايتك بوردكتس 2022 ‏ - Ceratizit Pro Cycling ‏ - Cofidis Women Team ‏ - انيكات-آر بي إتش 2022 ‏ - ساس ماكوجيب 2022 ‏ - GT Krush Rebellease Pro Cycling ‏ - لوتو سودال للسيدات 2022 ‏ - مولتوم أكونتانتس 2022 ‏ - باركهوتل فالكنبورغ 2022 ‏ - روبل كليننينج 2022 ‏ - روكس سولت ليف سرام 2022 ‏ - استاد روشليه شارينت ماريتايم 2022 ‏ - St. Michel–Preference Home–Auber93 (women's team) ‏ - Torelli (cycling team) ‏ - فالكار ترافل سيرفس 2022 ‏ فرق دراجات هواة سيدات (3)- Bingoal WB Ladies‏ - Jegg-de Jonge Renner‏ - لفيف للسيدات 2022 ‏ |  |
| |  |

## التصنيف العام النهائي
| التصنيف العام         | التصنيف العام        | التصنيف العام | التصنيف العام                                      | التصنيف العام |
| العداء                | العداء               | البلد         | الفريق                                             | الوقت         |
| --------------------- | -------------------- | ------------- | -------------------------------------------------- | ------------- |
| 1                     | ثاليتا دي جونج       | هولندا        | بنجوال شوفالمير ‏                                   | 3 س 09 د 02 ث |
| 2                     | Nicole Steigenga ‏    | هولندا        | تيم كوب هايتك بوردكتس ‏                             | + 0 ث         |
| 3                     | Martina Alzini ‏      | إيطاليا       | Cofidis Women Team ‏                                | + 0 ث         |
| 4                     | Eleonora Gasparrini ‏ | إيطاليا       | فالكار سيلانس ‏                                     | + 0 ث         |
| 5                     | Silvia Zanardi ‏      | إيطاليا       | بيبينك ‏                                            | + 0 ث         |
| 6                     | Anna Trevisi ‏        | إيطاليا       | يو أي أيه تيم ‏                                     | + 0 ث         |
| 7                     | كيارا كونسوني        | إيطاليا       | فالكار سيلانس ‏                                     | + 0 ث         |
| 8                     | Simone Boilard ‏      | كندا          | St. Michel–Preference Home–Auber93 (women's team) ‏ | + 0 ث         |
| 9                     | Danique Braam ‏       | هولندا        | بنجوال شوفالمير ‏                                   | + 0 ث         |
| 10                    | ساندرا ألونسو        | إسبانيا       | Ceratizit Pro Cycling ‏                             | + 0 ث         |
| مصدر: ProCyclingStats |                      |               |                                                    |               |

## وصلات خارجية
- لمحة عن سباق روند دي موسكرون 2022 على موقع  ProCyclingStats   (برو  سايكلنج  ستاتس) - إحصاءات  محترفي  الدراجات.
- روند دي موسكرون 2022 على موقع إحصائيات الدراجات الإحترافية (الإنجليزية)